# Сошненский сельсовет
Со́шненский се́льсовет (белор. Сошненскі сельсавет; до 1988 года — Сошновский) — административная единица в Пинском районе Брестской области Беларуси. Административный центр — агрогородок Сошно.

## История
Образован 12 октября 1940 года как Сошновский сельсовет в составе Пинского района Пинской области, с 8 января 1954 года — Брестской области. 16 июля 1954 года упразднен, территория присоединена к Парохонскому сельсовету. 21 марта 1988 года образованы вновь из части Парохонского сельсовета в составе 5 населенных пунктов (деревни Бакиничи, Дубновичи, Ермаки, Сошно и Староселье).

## Состав
В состав сельсовета входят следующие населённые пункты: 
- Бокиничи — деревня
- Дубновичи — деревня
- Ермаки — деревня
- Сошно — агрогородок
- Староселье — деревня